# 熊䵣
熊（？—？），芈姓，熊氏，是中國周朝時楚國的君主，熊艾之子，熊䵣生熊勝。